# Lekkoatletyka na Letnich Igrzyskach Olimpijskich 2008 – sztafeta 4 × 100 m mężczyzn
Sztafeta 4 × 100 metrów mężczyzn to druga sztafeta, w której rozdano medale w lekkoatletyce na Letnich Igrzyskach Olimpijskich w Pekinie.
Konkurencja rozpoczęła się 21 sierpnia o godzinie 20:25 czasu miejscowego. Wtedy to rozegrano pierwszą rundę zawodów. Decydująca faza, która wyłoniła mistrza olimpijskiego odbyła się 22 sierpnia o godzinie 22:10 czasu miejscowego. Zawody odbyły się na Stadionie Narodowym w Pekinie.
Złoty medal zdobyli Jamajczycy, którzy ustanowili rekord świata (37,10 s), jednak 25 stycznia 2017 zostali go pozbawieni w związku z wykryciem u Nesty Cartera metyloheksanaminy. Dotychczas nie dokonano przesunięcia pozostałych ekip "w górę".

## Rekordy
W poniższej tabeli przedstawione są rekord świata i rekord olimpijski przed rozegraniem zawodów, tj. na 21 sierpnia 2008 roku.
| Rekord świata     | USA (Michael Marsh, Leroy Burrell, Dennis Mitchell, Carl Lewis) USA (Jon Drummond, Andre Cason, Dennis Mitchell, Leroy Burrell) | 37,40 s | Barcelona, Hiszpania Stuttgart, Niemcy | 08.08.1992 21.08.1993 |
| Rekord olimpijski | USA (Michael Marsh, Leroy Burrell, Dennis Mitchell, Carl Lewis)                                                                 | 37,40 s | Barcelona, Hiszpania                   | 08.08.1992            |

## Przebieg zawodów

### Eliminacje
W pierwsze rundzie wystartowało 16 zespołów, które zostały zgłoszone do zawodów. Bezpośrednio do finałowej rundy awansowały trzy najlepsze ekipy (Q) oraz dwie drużyny z najlepszymi czasami, którzy zajęli miejsca gorsze niż trzecie (q). Najlepszy czas wśród drużyn, które uczestniczyły w tej fazie uzyskała ekipa Trynidadu i Tobago - 38,26 s. Polacy nie ukończyli swojego biegu eliminacyjnego z powodu zgubienia pałeczki. Taka sama sytuacja zdarzyła się też Nigeryjczykom, Amerykanom i zawodnikom z RPA.

#### Bieg 1
Godzina:? (UTC+8)
| Poz. | Państwo             | Tor | Zawodnicy                                                           | Rezultat | Uwagi |
| ---- | ------------------- | --- | ------------------------------------------------------------------- | -------- | ----- |
| 1    | 3 Trynidad i Tobago | 8   | Keston Bledman, Marc Burns, Aaron Armstrong, Richard Thompson       | 38,26    | Q     |
| 2    | 1 Japonia           | 4   | Naoki Tsukahara, Shingo Suetsugu, Shinji Takahira, Nobuharu Asahara | 38,52    | Q,    |
| 3    | 2 Holandia          | 3   | Maarten Heisen, Guus Hoogmoed, Patrick van Luijk, Caimin Douglas    | 38,87    | Q,    |
| 4    | 4 Brazylia          | 2   | Jose Carlos Moreira, Bruno de Barros, Vicente Lima, Sandro Viana    | 39,01    | q     |
| 5    | 7 Nigeria           | 6   | Onyeabor Ngwogu, Obinna Metu, Chinedu Oriala, Uchenna Emedolu       | DNF      |       |
| 6    | 5 Polska            | 9   | Marcin Nowak, Łukasz Chyła, Marcin Jędrusiński, Dariusz Kuć         | DNF      |       |
| 7    | 6 Południowa Afryka | 5   | Hannes Dreyer, Leigh Julius, Ishmael Kumbane, Thuso Mpuang          | DNF      |       |
| 8    | 8 USA               | 7   | Rodney Martin, Travis Padgett, Darvis Patton, Tyson Gay             | DNF      |       |

#### Bieg 2
Godzina:? (UTC+8)
| Poz. | Państwo           | Tor | Zawodnicy                                                                             | Rezultat | Uwagi |
| ---- | ----------------- | --- | ------------------------------------------------------------------------------------- | -------- | ----- |
| 1    | 3 Jamajka         | 6   | Dwight Thomas, Michael Frater, Nesta Carter, Asafa Powell                             | 38,31    | Q,    |
| 2    | 1 Kanada          | 2   | Hank Palmer, Anson Henry, Jared Connaughton, Pierre Browne                            | 38,77    | Q     |
| 3    | 2 Niemcy          | 3   | Tobias Unger, Till Helmke, Alexander Kosenkow, Martin Keller                          | 38,93    | Q     |
| 4    | 4 Chiny           | 9   | Wen Yongyi, Zhang Peimeng, Lu Bin, Hu Kai                                             | 39,13    | q     |
| 5    | 7 Tajlandia       | 7   | Apinan Sukaphai, Siriroj Darasuriyong, Sompote Suqannarangsri, Sittichai Suwonprateep | 39,40    |       |
| 6    | 5 Francja         | 9   | Yannick Lesourd, Martial Mbandjock, Manuel Reynaert, Samuel Coco-Viloin               | 39,53    |       |
| 7    | 6 Wielka Brytania | 5   | Simeon Williamson, Tyrone Edgar, Marlon Devonish, Craig Pickering                     | DSQ      |       |
| 8    | 8 Włochy          | 7   | Fabio Cerutti, Simone Collio, Emanuele Di Gregorio, Jacques Riparelli                 | DSQ      |       |

### Finał
W finale uczestniczyło osiem drużyn, zwyciężyli Jamajczycy bijąc wynikiem 37,10 rekord świata należący od 1993 do sztafety USA.
Godzina:22:10 (UTC+8)
| Poz. | Tor | Państwo           | Zawodnicy                                                           | Czas  | Uwagi           |
| ---- | --- | ----------------- | ------------------------------------------------------------------- | ----- | --------------- |
| 1    | 5   | Jamajka           | Nesta Carter, Michael Frater, Usain Bolt, Asafa Powell              | 37,10 | wynik anulowany |
| 2    | 4   | Trynidad i Tobago | Keston Bledman, Marc Burns, Emmanuel Callender, Richard Thompson    | 38,06 | [ 7 ]           |
| 3    | 7   | Japonia           | Naoki Tsukahara, Shingo Suetsugu, Shinji Takahira, Nobuharu Asahara | 38,15 | SB              |
| 4    | 3   | Brazylia          | Vicente Lima, Sandro Viana, Bruno de Barros, Jose Carlos Moreira    | 38,24 | SB              |
| 5    | 9   | Niemcy            | Tobias Unger, Till Helmke, Alexander Kosenkow, Martin Keller        | 38,58 |                 |
| 6    | 6   | Kanada            | Hank Palmer, Anson Henry, Jared Connaughton, Pierre Browne          | 38,66 | SB              |
| 99 ! | 8   | Holandia          | Maarten Heisen, Guus Hoogmoed, Patrick van Luijk, Caimin Douglas    | DSQ   |                 |
| 99 ! | 2   | Chiny             | Wen Yongyi, Zhang Peimeng, Lu Bin, Hu Kai                           | DSQ   |                 |